# Baumreihen an den Hangkanten westlich und südöstlich des Weilers Pertenstein

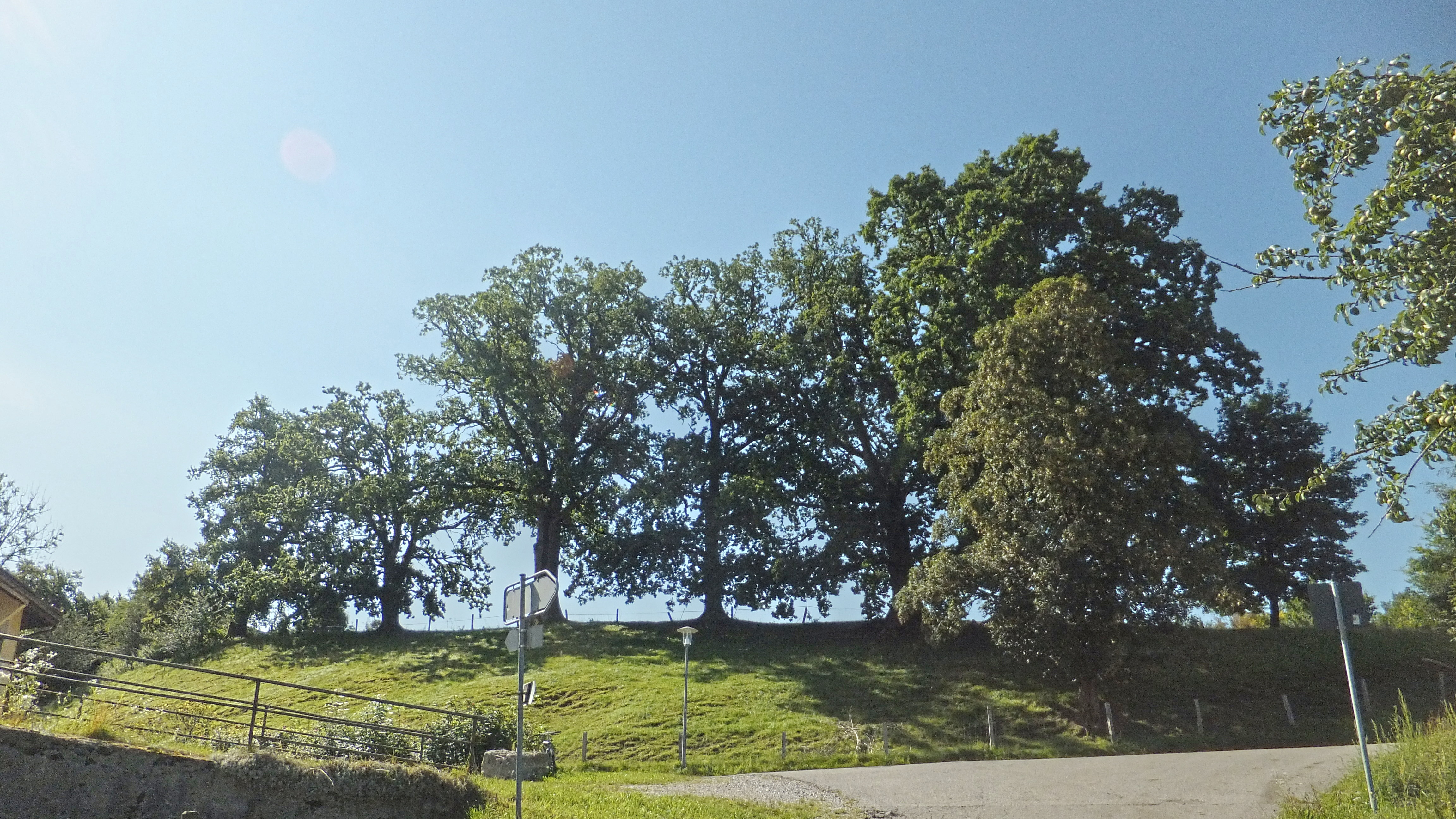
Baumreihe südöstlich Weiler Pertenstein

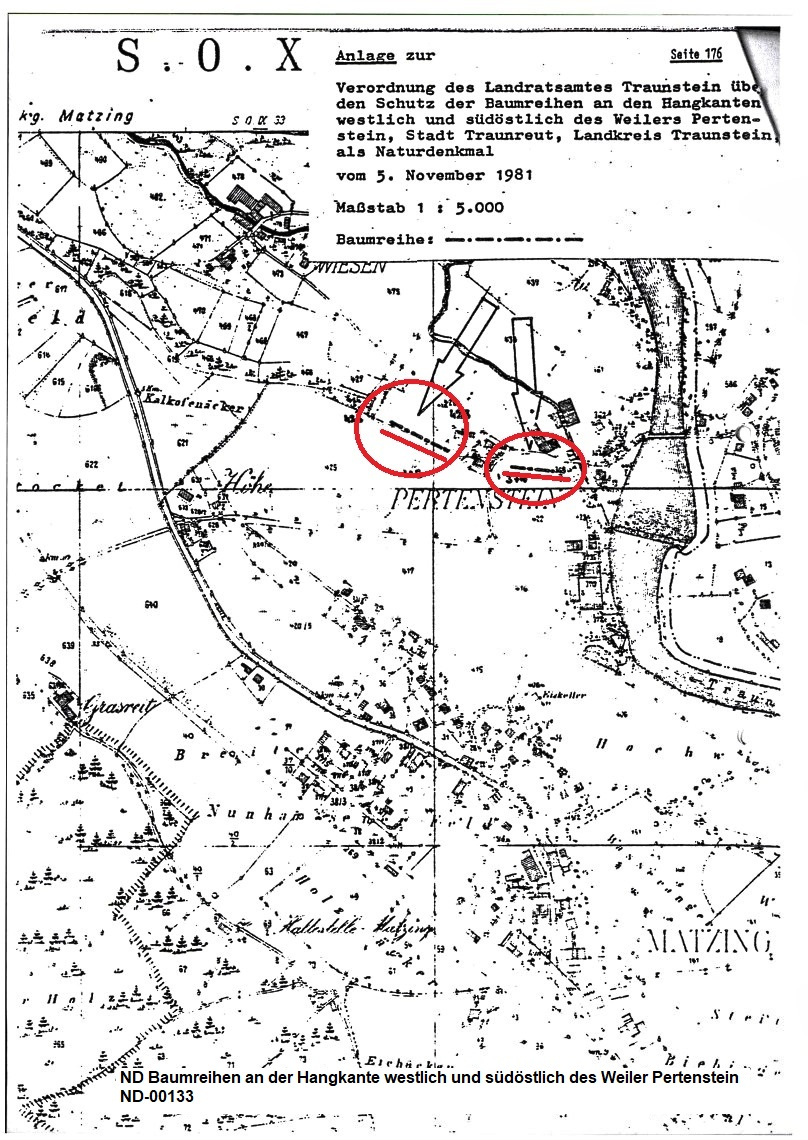
Lageplan Amtsblatt

Die Baumreihen an den Hangkanten westlich und südöstlich des Weilers Pertenstein in der Gemeinde Traunreut sind flächenhafte Naturdenkmäler im Landkreis Traunstein.
Sie erhielten im November 1981 durch Verordnung des Landratsamtes Traunstein den Schutzstatus und werden vom Bayerischen Landesamt für Umwelt unter der Nummer ND-00133 gelistet.

## Beschreibung
Vom Schloss Pertenstein, das auf einer Hochterrasse der Traun auf 548 m liegt, führt die Schloßstraße durch einen Geländeeinschnitt hinunter auf 535 m, zum nördlich gelegenen Weiler Pertenstein.
Links und rechts der Straße stehen direkt an der Hangkante die beiden, je ca. 100 m langen Baumreihen.

## Schutzzweck
Zweck der Verordnung ist es, den Bestand der zum Teil mächtigen und sehr alten Eichen wegen ihrer Schönheit und Eigenart zu erhalten.